# Volta a Llombardia 2010
La Volta a Llombardia 2010, 104a edició d'aquesta clàssica ciclista, es disputà el 16 d'octubre de 2010, amb un recorregut de 260 km entre Milà i Como. Aquesta edició va ser guanyada pel belga Philippe Gilbert, que va repetir el triomf de l'any anterior. Amb ell, també van pujar al podi Michele Scarponi i Pablo Lastras.
Aquesta era la darrera prova del Calendari mundial UCI 2010.

## Classificació general
|    | Ciclista           | Equip              | Temps      |
| -- | ------------------ | ------------------ | ---------- |
| 1  | Philippe Gilbert   | Omega Pharma-Lotto | 6h 46' 32" |
| 2  | Michele Scarponi   | Androni Giocattoli | + 13"      |
| 3  | Pablo Lastras      | Caisse d'Epargne   | + 55"      |
| 4  | Jakob Fuglsang     | Team Saxo Bank     | + 1'08"    |
| 5  | Vincenzo Nibali    | Liquigas-Doimo     | m. t.      |
| 6  | Samuel Sánchez     | Euskaltel-Euskadi  | a+ 1'12"   |
| 7  | Mikel Nieve        | Euskaltel-Euskadi  | + 2'07"    |
| 8  | Mauro Santambrogio | BMC Racing Team    | + 3'01"    |
| 9  | Carlos Barredo     | Quick Step         | + 3'25"    |
| 10 | Giampaolo Caruso   | Team Katusha       | + 3'50"    |